# Doug Burgum
Douglas James Burgum, detto Doug (Arthur, 1º agosto 1956), è un politico e imprenditore statunitense, Segretario degli Interni degli Stati Uniti d'America nella seconda amministrazione Trump dal 1º febbraio 2025 ed in precedenza governatore del Dakota del Nord dal 2016 al 2024.
È ritenuto tra i membri di governo più ricchi degli Stati Uniti, con un patrimonio netto stimato di 1,1 miliardi di dollari nel 2023 secondo Forbes.
Nel giugno 2023, Burgum ha lanciato una campagna per la nomination presidenziale repubblicana del 2024. Ha concluso la sua candidatura all'inizio di dicembre 2023 ed è diventato consulente per la politica energetica della campagna di Trump.

## Biografia
Burgum è nato il 1º agosto 1956 ad Arthur, nel North Dakota. È il figlio di Katherine (Kilbourne) e Joseph Boyd Burgum. Ha frequentato la North Dakota State University per conseguire la laurea nel 1978. Durante il suo ultimo anno alla NDSU, ha fatto domanda alla Stanford Graduate School of Business. Ha anche avviato un'attività di spazzacamino. "Il giornale ha scritto una storia su di me come spazzacamino", ha poi ricordato; "ha pubblicato una foto di me seduto in cima a un camino ghiacciato con un tempo sotto lo zero termico a Fargo. Mi è stato poi detto che ha suscitato molto scalpore nell'ufficio di ammissione di Stanford: 'Ehi, c'è un spazzacamino dal North Dakota che ha fatto domanda'".
Fu accettato per studiare economia a Stanford. Mentre era lì, fece amicizia con Steve Ballmer, che in seguito sarebbe stato CEO di Microsoft. Durante il suo ultimo anno a Stanford, Burgum "ha trascorso l'intero ultimo trimestre in un team di progetto con Ballmer". Ha conseguito un MBA presso la Stanford University Graduate School of Business nel 1980. Successivamente ha ricevuto lauree honoris causa dallo Stato del North Dakota nel 2000 e dall'Università di Mary nel 2006.

## Attività imprenditoriale
Dopo la laurea alla Stanford GSB, Burgum si è trasferito a Chicago per diventare consulente di McKinsey & Company. Poco dopo ha ipotecato 250.000 dollari di terreni agricoli per fornire il capitale iniziale per la società di software di contabilità Great Plains Software a Fargo, nel North Dakota. È entrato a far parte dell'azienda nel 1983 e ne è diventato presidente nel 1984 dopo aver guidato un piccolo gruppo di investimento composto da membri della famiglia nell'acquisire il resto dell'azienda.

### Software Great Plains
Durante gli anni '80, la rivista Fortune ha spesso classificato Great Plains tra le prime 100 aziende per cui lavorare negli Stati Uniti. Burgum ha portato l'azienda a circa 250 dipendenti nel 1989 e a circa 300 milioni di dollari di vendite annuali. Ha poi effettuato un'IPO nel 1997, dopo aver utilizzato Internet per aiutarla ad espandersi oltre il North Dakota. Nel 2001 ha venduto Great Plains Software a Microsoft per 1,1 miliardi di dollari. Burgum ha affermato di aver costruito l'azienda a Fargo per la sua vicinanza alla North Dakota State University, al fine di impiegare il flusso di studenti di ingegneria.

### Microsoft
Dopo la vendita, Burgum è stato nominato Senior Vice President di Microsoft Business Solutions Group, il ramo creato dalla fusione di Great Plains nella società. È rimasto con Microsoft fino al 2007 ed è stato responsabile per aver reso le app aziendali una priorità per Microsoft durante questo mandato. Satya Nadella, CEO di Microsoft, ha attribuito a Burgum il merito di "averlo ispirato a trovare l'anima di Microsoft".

### Kilbourne Group
Burgum è il fondatore del Kilbourne Group, una società di sviluppo immobiliare focalizzata su Downtown Fargo. Nel 2013 ha creato piani per costruire l'edificio più alto di Fargo, un edificio a uso misto di 23 piani, da chiamare Block 9 o Dakota Place. La società ha anche sostenuto la costruzione di un centro congressi nel centro di Fargo. Ha acquisito e ristrutturato molte proprietà di Fargo, tra cui l'ex chiesa luterana di San Marco e l'ex scuola superiore alternativa Woodrow Wilson. Burgum ha co-fondato Arthur Ventures, una società di capitale di rischio. Molte delle società in cui ha investito sono a Fargo.
Burgum ha fatto parte del comitato consultivo della Stanford Graduate School of Business ed è stato membro del consiglio di SuccessFactors negli anni 2000, diventandone presidente dal 2007 fino alla vendita nel 2011 dell'azienda a SAP. Nel 2012 è diventato il primo presidente del consiglio di Atlassian, dopo che si è ampliato dal suo consiglio iniziale di tre membri (nessuno dei quali ha ricoperto il ruolo di presidente ufficiale). Durante il 2011 e il 2014, ha trascorso due mesi come CEO ad interim di Intelligent InSites, una società per la quale è stato presidente esecutivo del consiglio di amministrazione dal 2008. Quell'anno è diventato anche membro del consiglio di amministrazione di Avalara.

## Carriera politica

### Governatore del Dakota del Nord

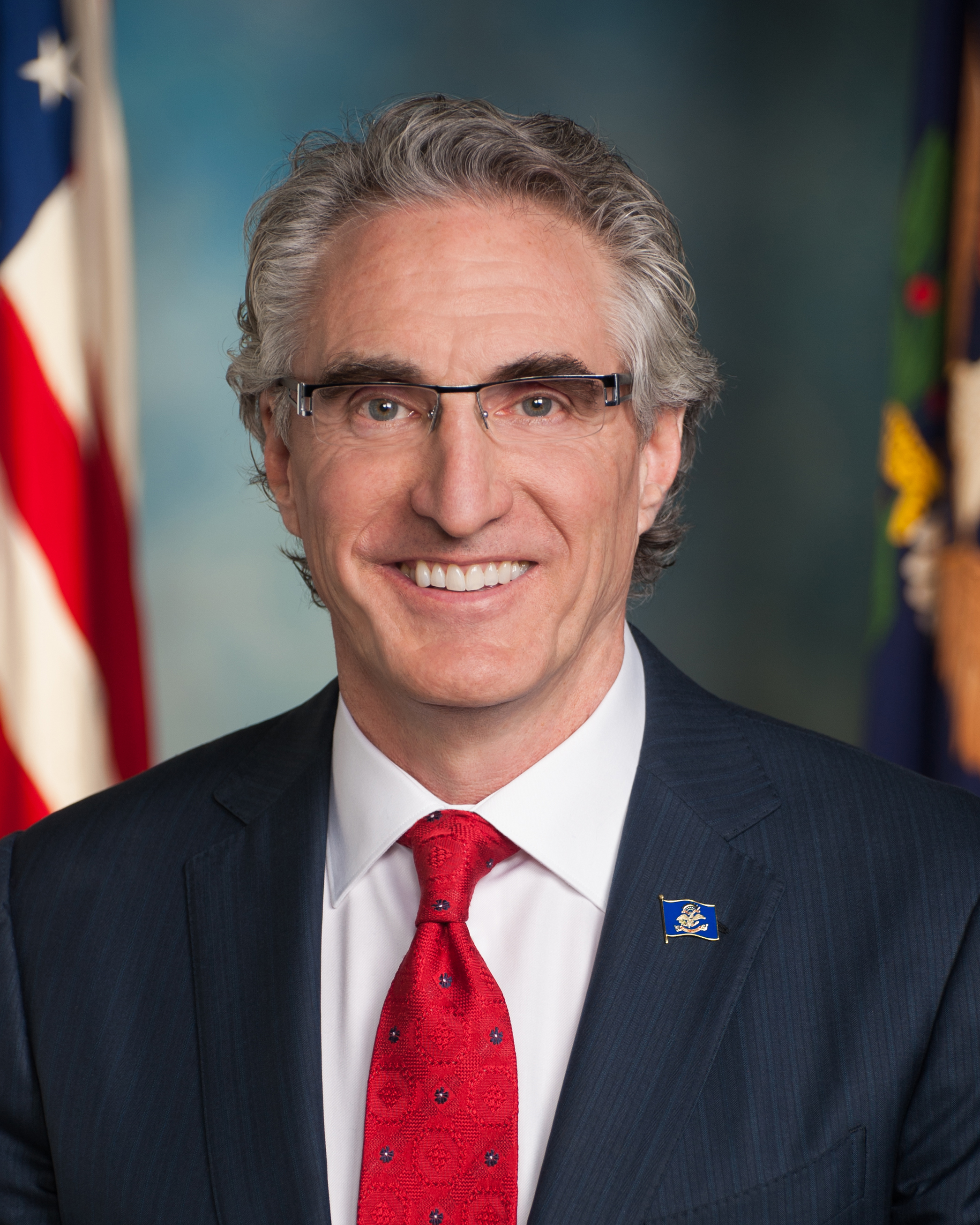
Ritratto ufficiale di Burgum come Governatore del Dakota del Nord.

#### Elezioni 2016
Nel 2016, Burgum ha annunciato l'intenzione di candidarsi a governatore del North Dakota come repubblicano. Senza alcuna esperienza politica, Burgum ha perso la gara di approvazione governativa del partito repubblicano di stato contro il procuratore generale di lunga data Wayne Stenehjem al congresso del partito ad aprile. Tuttavia, ha sconfitto facilmente Stenehjem alle primarie due mesi dopo. Burgum ha affrontato il democratico Marvin Nelson e il libertario Marty Riske alle elezioni generali di novembre e ha vinto con oltre il 75% dei voti.

### Segretario degli Interni degli Stati Uniti

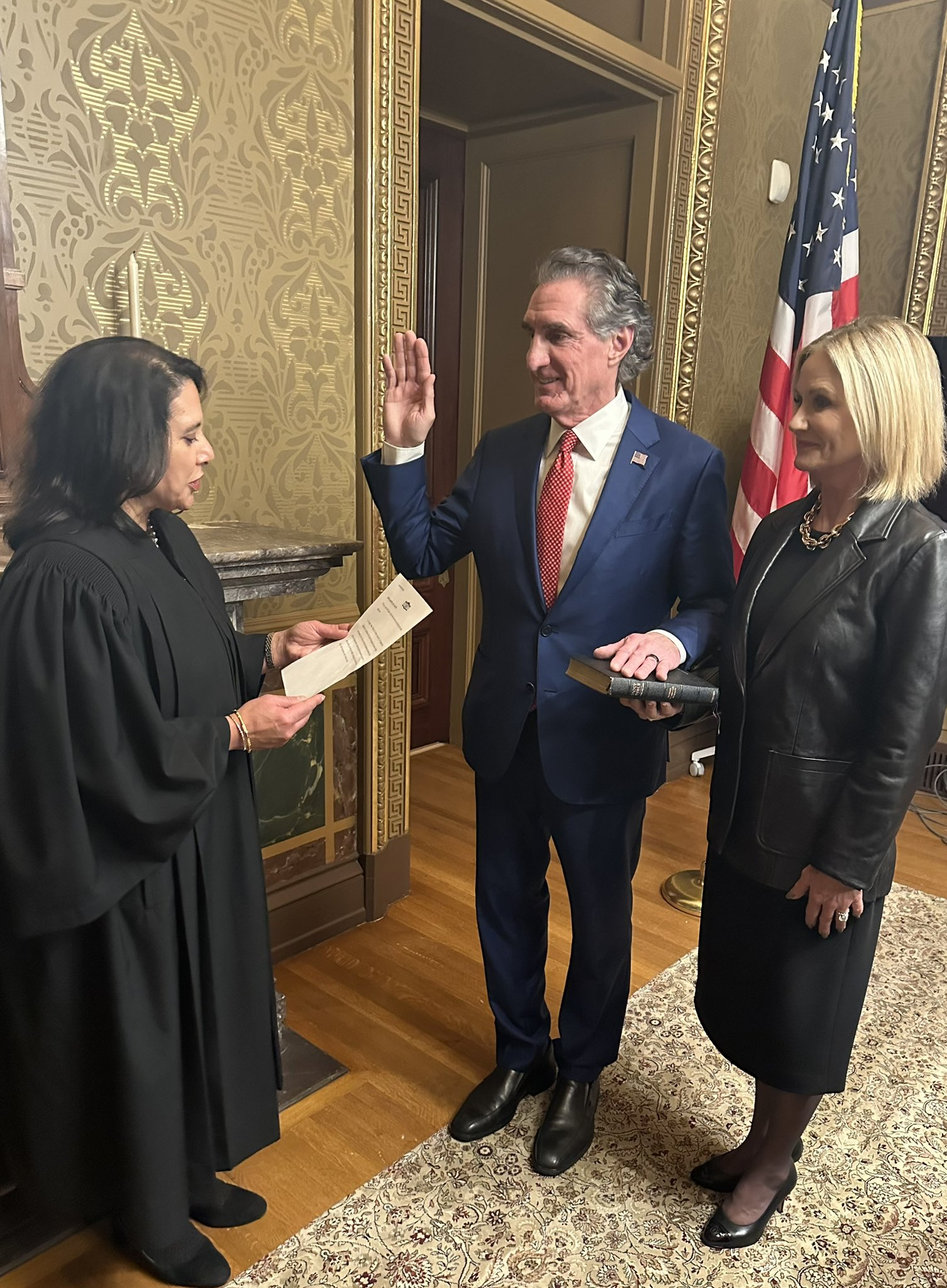
Doug Burgum giura come Segretario degli Interni il 1º febbraio 2025

Il 15 novembre 2024, il presidente eletto Donald Trump ha annunciato che intendeva nominare Burgum come Segretario degli Interni nella sua seconda amministrazione. La scelta di Burgum è stata molto elogiata da numerosi senatori repubblicani, tra cui John Barrasso, Dan Sullivan e Tim Sheehy e inoltre molti leader tribali. Successivamente sarebbe stato confermato dal Senato con un voto di 79 si e 18 no il 30 gennaio per entrare in carica il 1º febbraio.

## Posizioni politiche
Burgum appoggia l'industria dei combustibili fossili, in particolare nella regione di Bakken, nel Nord Dakota occidentale.
Nell'aprile 2023, Burgum ha firmato una legge che rende quasi totalmente illegale l'aborto in Nord Dakota. Ha affermato che non avrebbe firmato un divieto di aborto a livello nazionale, preferendo lasciare a ciascuno stato l'autonomia decisionale. Ha appoggiato la sentenza della Corte suprema riguardo al caso Dobbs contro Jackson Women's Health Organization.
Burgum ha schierato più volte la Guardia Nazionale al confine meridionale con il Messico. Nell'aprile 2022, lui e altri 25 governatori hanno creato la American Governors’ Border Strike Force per aiutarsi a vicenda nella difesa dei confini contro l'immigrazione illegale e il traffico di esseri umani. Burgum pensa che l'indipendenza energetica sia la chiave per respingere Cina e Russia.
Nel luglio 2020, Burgum ha definito la piattaforma repubblicana "divisa e divisiva" sulle questioni LGBT. Durante la sessione del 2023 dell'Assemblea legislativa del Nord Dakota, Burgum ha firmato numerose leggi definite da alcuni commentatori come "anti-trans", tra cui un divieto quasi totale sulla gender-affirming care per i minori.
Burgum ha sostenuto Donald Trump sia nel 2016 che nel 2020, come Trump ha appoggiato Burgum durante ciascuna delle sue elezioni governatoriali. Nonostante le critiche rivolte verso Trump, ha assicurato che voterà comunque per lui contro il candidato democratico.
A differenza di altri candidati, Burgum non si espone eccessivamente sull'Assalto al Campidoglio o altre accuse penali contro Trump, affermando: "Credo che dobbiamo voltare pagina".
Il 14 gennaio 2024, dopo essersi inizialmente proposto come candidato presidenziale dei Repubblicani alle primarie, si è ritirato dalla contesa per appoggiare ufficialmente Donald Trump

## Vita privata
Burgum ha sposato la sua prima moglie, Karen Stoker, nel 1991. Hanno avuto tre figli prima di divorziare nel 2003.  Nel 2016, Burgum ha sposato Kathryn Helgaas.  Come first lady del North Dakota, Kathryn Burgum sostiene il programma Recovery Reinvented sulla dipendenza e il recupero.